# Кимбодзан Харуки
Кимбодзан Харуки (яп. 金峰山晴樹; род. 24 июня 1997 года, Алма-Ата, Казахстан), настоящее имя — Ерсин Балтагул (каз. Ерсін Мүсілімұлы Балтағұл) — профессиональный борец сумо из Алматы, Республика Казахстан. Первый представитель Казахстана в высшем дивизионе профессионального сумо Макуути. Начал свою профессиональную карьеру в сумо в ноябре 2021 года в возрасте 24 лет. Высший ранг — маэгасира #3.

## Карьера
До 18 лет Ерсин занимался дзюдо и казахской борьбой курес, пока по предложению бывшего ёкодзуны Асасёрю не перевёлся в старшую школу в Японии, чтобы принять участие в любительских соревнованиях по борьбе сумо. Затем поступил в университет Нихон и присоединился к студенческому клубу сумо. После окончания университета Ерсина убедили заняться профессиональным сумо, где он мог бы пропустить два нижних дивизиона и начать с ранга санданмэ из-за льгот, предоставленной борцам-любителям, которые финишировали в восьмерке лучших на таких турнирах как юниорские чемпионаты Японии. Он присоединился к группе Кисэ под сиконой Кимбодзан. Данное боевое имя Ерсин получил в честь горы, возвышающейся над префектурой Кумамото, малой родиной его наставника в хеи Кисэ.
Кинбодзан достиг высшего дивизиона Макуути в марте 2023 года. В своём дебютном турнире в высшем дивизионе он одержал 11 побед и был награждён Канто-сё (призом за боевой дух), который является одним из специальных призов, вручаемых в конце каждого турнира. Кинбодзан оставался в дивизионе макуути в течение всего 2023 года и большую часть 2024 года. Череда неудачных выступлений в июле на Нагоя басё и в сентябре на Аки басё, где Кимбодзан суммарно потерпел 22 поражения в 30 схватках, привела к понижению статуса и вылет в дивизион дзюрё. Однако уже в ноябре Кимбодзан завоевал свой третий профессиональный титул, победив в дивизионе дзюрё на Кюсю басё, чем обеспечил себе возвращение в элиту профессионального сумо.
В январе 2025 года на Хацу басё в Токио, Кимбодзан сенсационно лидировал вплоть до последнего дня соревнований, лишь в дополнительном финале (Каттэй-сэн) упустив кубок Императора.

## Результаты выступлений
| Год в сумо | Январь Хацу басё, Токио        | Март Хару басё, Осака          | Май Нацу басё, Токио      | Июль Нагоя басё, Нагоя    | Сентябрь Аки басё, Токио  | Ноябрь Кюсю басё, Фукуока         |
| --- | ------------------------------ | ------------------------------ | ------------------------- | ------------------------- | ------------------------- | --------------------------------- |
| 2021 | x                              | x                              | x                         | x                         | x                         | Сандаммэ-цукэдаси #100 7–0 Победа |
| 2022 | Макусита #59 запада 5–2        | Макусита #34 запада 7–0 Победа | Макусита #4 запада 5–2    | Макусита #1 запада 6–1    | Дзюрё #12 запада 10–5     | Дзюрё #7 запада 8–7               |
| 2023 | Дзюрё #5 востока 11–4          | Маэгасира #14 востока 11–4 Д   | Маэгасира #5 востока 4–11 | Маэгасира #10 востока 7–8 | Маэгасира #10 востока 9–6 | Маэгасира #7 запада 8–7           |
| 2024 | Маэгасира #6 востока 7–8       | Маэгасира #7 востока 6–7–2     | Маэгасира #10 запада 8–7  | Маэгасира #8 запада 4–11  | Маэгасира #12 запада 4–11 | Дзюрё #1 запада 12–3 Победа       |
| 2025 | Маэгасира #14 запада 12–3–PP Д | Маэгасира #5 запада 6–9        | Маэгасира #8 запада 10–5  | Маэгасира #3 запада 4–11  | x                         | x                                 |
| Результат приведен как победил-проиграл-снялся Победа Малый кубок Отставка Не выступал в макуути Специальные призы: Д=За боевой дух (Канто-сё); В=За выдающееся выступление (Сюкун-сё); Т=За техническое совершество (Гино-сё) Ещё показаны: ★=Кимбоси; P=Участие в дополнительном финале Лиги: Макуути — Дзюрё — Макусита — Сандаммэ — Дзёнидан — Дзёнокути Ранги макуути: Ёкодзуна — Одзэки — Сэкивакэ — Комусуби — Маэгасира |                                |                                |                           |                           |                           |                                   |